# Luciano Nequecaur
Luciano Nequecaur (ur. 19 lipca 1992 w Buenos Aires) – argentyński piłkarz pochodzenia włoskiego występujący na pozycji napastnika, od 2025 roku zawodnik peruwiańskiego Sport Boys.